# Venancio de Delminium
Venancio de Delminium (f. 257), fue un mártir cristiano, obispo, venerado como santo por la Iglesia Católica, 
Estuvo activo en Dalmacia. Su sede episcopal fue Delminium (hoy Tomislavgrad). Fue víctima de persecución durante el reinado del emperador Valeriano. Los compañeros del martirio de San Venancio fueron:
- Anastasio
- Antioquiano
- Asterio
- Gayano
- Mauro
- Pauliniano
- Septimio
- Telio

Todos murieron en Dalmacia e Istria. Durante el pontificado de Juan IV, las reliquias de Venancio fueron depositadas en la Basílica de San Juan de Letrán, en la capilla llamada Capilla de San Venancio.
La memoria de los mártires se celebra en la Iglesia católica el 1 de abril.